# تپه سرآب خشکه علیا ۱
تپه سرآب خشکه علیا ۱ مربوط به دوره اشکانیان است و در شهرستان کرمانشاه، بخش مرکزی، دهستان بالادربند، شرق روستای سرآب خشکه علیا واقع شده و این اثر در تاریخ ۲۶ اسفند ۱۳۸۷ با شمارهٔ ثبت ۲۵۶۱۱ به‌عنوان یکی از آثار ملی ایران به ثبت رسیده است.